# Tanjung Uma
Tanjung Uma is een bestuurslaag in het regentschap Batam van de provincie Riau-archipel, Indonesië. Tanjung Uma telt 20.198 inwoners (volkstelling 2010).